# Царско-народное мусульманское общество
«Царско-Народное Мусульманское Общество» (ЦНМО) — татарская общественно-политическая организация консервативной (черносотенной) направленности, действовавшая в 1908—1909 гг. в  Чистопольском уезде Казанской губернии.

## Инициатива создания татарской черносотенной организации
Главным вдохновителем создания ЦНМО являлся председатель Совета Казанского «Царско-Народного Русского Общества» профессор Императорского Казанского университета В. Ф. Залеский.
С самого начала своей деятельности казанские правые монархисты (черносотенцы) демонстрировали свою особую благосклонность к консервативно настроенным татарам-мусульманам, пытаясь привлечь как можно больше их представителей в ряды сторонников неограниченного русского самодержавия. Тем самым они пытались инициировать на фоне стремительной либерализации национального движения, как выразился сам В. Ф. Залеский, «политическое разъединение инородцев», чтобы остановить процесс распространения среди татар-мусульман сепаратистских настроений и предотвратить их участие в «прогрессивном» движении. С этой целью черносотенцами был сделан ряд конкретных шагов к сближению с консервативно-монархическими кругами в татаро-мусульманском движении.
Разработанный В. Ф. Залеским проект устава черносотенного союза для мусульман, содержавший ряд обещаний по расширению их гражданских прав, был принят к сведению Первым Всероссийским съездом председателей губернских и областных отделов «Союза Русского Народа» (СРН) и прочих монархических организаций, проходившим 15 — 19 июля 1907 г. Главному Совету СРН было поручено "выработать особый знак для членов Союза русского народа и ходатайствовать о легализации «Устава СРН для мусульман».
Однако, несмотря на это, попытки казанских черносотенцев нащупать точки соприкосновения с консервативно настроенными татаро-мусульманскими кругами в самой Казани не принесли ожидаемого результата. Даже известные своим консерватизмом татарские деятели (вроде купца А. Я. Сайдашева) не шли за ними, болезненно реагируя на любые обвинения в черносотенстве или якобы имевших место фактах «доносительства» властям. Основная причина этого, по-видимому, в том, что «правизна» большинства татарских консерваторов носила явный или скрытый националистический оттенок, не позволявший им принимать сторону убеждённых русификаторов, которыми являлось большинство черносотенцев.
В этих условиях В. Ф. Залеский сосредоточил своё внимание на татарах-мусульманах, проживающих в сельской местности. Желающие создать татарское правомонархическое (черносотенное) общество нашлись в Чистопольском уезде Казанской губернии — одном из самых насыщенных в то время отделами СРН.

## Создание ЦНМО, уставные положения
9 (22) декабря 1908 г. Казанское Губернское по делам об обществах Присутствие утвердило устав ЦНМО, согласно которому его целью являлось «сохранение в среде татарского населения верности принесённой на Коране присяге Самодержавному Неограниченному Царю и крепкое единение с русскими патриотическими обществами».
Название новой организации почти полностью было созвучно названию ЦНРО, за исключением того, что слово «Русское» было заменено в нём на «Мусульманское».
Членами ЦНМО, за очень редким исключением, могли состоять лишь «природные татары обоего пола, всех сословий и состояний», преданные целям ЦНМО, твёрдо осведомлённые о них и давшие при принятии в его ряды обещание не вступать в общение с какими-либо тайными сообществами, а также с организациями, преследующими иные с обществом цели.
Все лица «некоренного татарского происхождения и инородцы» имели мало шансов вступить в ЦНМО, так как для этого они должны были пройти сложную процедуру единогласного утверждения соединённым собранием членов Совета и членов-учредителей (в составе председателя Совета, шести его членов и половины от числа членов-учредителей).
«Евреи, — говорилось в уставе ЦНМО, — в члены Общества никогда допущены быть не могут, даже в том случае, если они примут мусульманство». В этом документе, кроме прочего, отдавалась дань религиозным мусульманским традициям: согласно примечанию к § 11, женщины не имели права быть членами-учредителями.
ЦНМО, как и все черносотенные организации, имело своё знамя, печать и нагрудный знак, получало право строить школы, открывать больницы, «дома трудолюбия», приюты, обладало широкими юридическими правами.

## Руководство и основные направления деятельности ЦНМО
Всеми делами ЦНМО управлял Главный Совет, в который входили 12 членов и 18 кандидатов в них, временно (до предполагавшегося открытия ЦНМО в г. Казани) располагавшийся в деревне Карамышево Кутёминской волости  Чистопольского уезда.
Во главе Главного Совета стоял председатель, имевший двух товарищей (заместителей), следующим по рангу лицом в обществе являлся секретарь. Председателем Карамышевского отдела ЦНМО (и одновременно Главного Совета) являлся «местный крестьянин» Хайрулла Файзуллин, его товарищами (заместителями) — Срурутдин Хисамутдинов и Галям Музинов, секретарём — Шагимардан Рахметуллин, казначеем — Манят Афлятунов.
Деятельность ЦНМО началась с традиционных для правомонархических (черносотенных) организаций резких политических деклараций, подхваченных местными и центральными газетами консервативной направленности.
С самого начала ЦНМО была сделана громкая заявка на создание пропагандистского противовеса для борьбы с «прогрессивными» течениями в татаро-мусульманской среде. Не остались забытыми и столичные депутаты. «В то время, как мусульманская фракция в Государственной Думе братается с оппозицией, — писала, например, 4 (17) января 1909 г. газета „Московские Ведомости“, — среди казанских татар… возникают совершенно противоположные течения». Тут же, в подтверждение сказанного, приводилась выдержка из воззвания ЦНМО следующего содержания: «Мы, татары, — говорилось в нём, — живём много лет под владычеством Великого Русского Царя, живём в мире с русским народом и никогда не видели никакой обиды. Но вот пришли к нам из России „освободители“ и евреи и смутили наш покой, толкнули нас на преступный бунт! Не русские наши враги, а те, кто подстрекают против русских — армяне и евреи!»

## Отделы ЦНМО
Согласно рапорту Чистопольского уездного исправника Казанскому губернатору М. В. Стрижевскому от 4 (17) июля 1909 г., Главный Совет ЦНМО открыл с 9 (22) декабря 1908 г. восемнадцать отделов общества общей численностью (на момент открытия) более 240 человек. К настоящему времени историком И. Е. Алексеевым обнаружены и идентифицированы (с разной степенью точности) местонахождение и членские списки шестнадцати из них. Социальный состав общества особой пестротой не отличался. Членами ЦНМО, за малым исключением (сельский староста Х. Сиразетдинов, мулла Г. Тимирбулатов и некоторые другие), состояли простые земледельцы.
Идентифицированные отделы ЦНМО в Чистопольском уезде Казанской губернии:
1. Верхне-Татарско-Майнинский отдел — в деревне Верхняя Татарская Майна (национальный состав населения: татары-мусульмане) Билярской волости. В прошении о разрешении деятельности отдела от 16 (29) июня 1909 г. сообщалось, что он был открыт 8 (21) мая 1909 в составе перечисленных здесь же 12-и «и прочих членов-учредителей». В недатированном заявлении за подписью председателя Главного Совета ЦНМО Х.Файзуллина на имя Казанского губернатора сообщалось также, что председателем Совета Верхне-Татарско-Майнинского отдела был избран Минигалим Юзеев, его товарищем (заместителем) — Гилязитдин Камалетдинов, «делопроизводителем» — Мухамедситдик Минубаев и казначеем — Гиниатулла Тимирбулатов. В приложенных к данному заявлению списках членов отдела значилось, в общей сложности, 28 человек.
2. Ибраево-Каркалинский отдел — в деревне Ибраево Каркали (Каргали) (национальный состав населения: татары-мусульмане) Кутёминской волости. Об открытии, в числе прочих, этого отдела численностью 14 человек сообщалось в недатированном заявлении членов Главного Совета ЦНМО на имя Казанского губернатора (с приложением к нему списка членов).
3. Карамышевский отдел — в деревне Карамышево (национальный состав населения: татары-мусульмане) Кутёминской волости Чистопольского уезда Казанской губернии.
4. Нижне-Каминковский отдел — в деревне Нижняя Каминка (национальный состав населения: татары-мусульмане) Кутёминской волости.
Об открытии, в числе прочих, этого отдела деревни численностью 13 человек сообщалось в недатированном заявлении членов Главного Совета ЦНМО на имя Казанского губернатора (с приложением к нему списка членов).
5. Нижне-Татарско-Майнинский отдел — в деревне Нижняя Татарская Майна (национальный состав населения: татары-мусульмане) Билярской волости. Согласно уведомлению об открытии отдела от 24 мая (6 июня) 1909 г., подписанному председателем его Совета Гарифом Сагдетдиновым, это событие произошло 8 (21) мая указанного года при непосредственном участии председателя Совета Верхне-Кондратинского отдела «Союза Русского Народа» А .М. Новикова. В списке членов Нижне-Татарско-Майнинского отдела, приведённом в недатированном заявлении за подписью председателя Главного Совета ЦНМО Х. Файзуллина на имя Казанского губернатора, значилось 30 человек.
6. Ново-Дёмкинский отдел — в деревне Новоё Дёмкино (национальный состав населения: татары-мусульмане) Старо-Мокшинской волости. Об открытии, в числе прочих, этого отдела численностью 13 человек сообщалось в недатированном заявлении членов Главного Совета ЦНМО на имя Казанского губернатора (с приложением к нему списка членов).
7. Ново-Ибрайкинский отдел — в деревне Новое Ибрайкино (национальный состав населения: татары-мусульмане) Аксубаевской волости.
Об открытии, в числе прочих, этого отдела численностью 13 человек сообщалось в недатированном заявлении членов Главного Совета ЦНМО на имя Казанского губернатора (с приложением к нему списка членов).
8. Ново-Кадеевский отдел — в деревне Новое Кадеево (национальный состав населения: татары-мусульмане и русские) Кутушской волости. Об открытии, в числе прочих, этого отдела численностью 12 человек сообщалось в недатированном заявлении членов Главного Совета ЦНМО на имя Казанского губернатора (с приложением к нему списка членов).
9. Ново-Узеевский отдел — в деревне Новое Узеево (национальный состав населения: татары-мусульмане и чуваши) Кутушской волости.
Этот отдел численностью 12 человек фигурировал в недатированном заявлении за подписью председателя Главного Совета ЦНМО Х. Файзуллина на имя Казанского губернатора (с приложением к нему списка членов).
10. Служило-Елтанский отдел — функционировал в деревне Служилая Елтань (национальный состав населения: татары-мусульмане) Изгарской волости. Об открытии, в числе прочих, этого отдела численностью 18 человек сообщалось в недатированном заявлении членов Главного Совета ЦНМО на имя Казанского губернатора (с приложением к нему списка членов). Председателем Совета отдела являлся ефрейтор Аглыулла Гиниятуллин.
11. Старо-Ибрайкинский отдел — в деревне Старое Ибрайкино (национальный состав населения: татары-мусульмане) Аксубаевской волости. Об открытии, в числе прочих, этого отдела численностью 12 человек сообщалось в недатированном заявлении членов Главного Совета ЦНМО на имя Казанского губернатора (с приложением к нему списка членов). Председателем Совета отдела являлся сельский староста Хайрулла Сиразетдинов.
12. Старо-Татарско-Киреметьевский отдел — в деревне Старо-Татарская Киреметь (национальный состав населения: татары-мусульмане) Аксубаевской волости. Об открытии, в числе прочих, этого отдела численностью 13 человек сообщалось в недатированном заявлении членов Главного Совета ЦНМО на имя Казанского губернатора (с приложением к нему списка членов). Председателем Совета отдела являлся фельдфебель запаса (георгиевский кавалер) Насыбулла Гизятуллин.
Сохранилось также оставленное без последствий прошение Н. Гизятуллина в Казанское Губернское по делам об обществах Присутствие (поступившее в последнее 17 (30) марта 1910 г.) с просьбой взыскать и вернуть ему деньги, на которые он, по «приказу» В. Ф. Залеского, заказал в Казани «медали» для членов ЦНМО. Помимо прочего, в нём сообщалось о поступлении в ЦНМО 30 «крестьян» (вероятнее всего, речь шла именно об открытии Старо-Татарско-Киреметьевского отдела), а также посещении Н. Гизятуллиным 4 (17) мая 1909 г. в г. Казани В. Ф. Залеского.
13. Татарско-Баганский отдел — в деревне Татарская Багана (национальный состав населения: татары-мусульмане) Муслюмкинской волости. Об открытии, в числе прочих, этого отдела численностью 12 человек сообщалось в недатированном заявлении членов Главного Совета ЦНМО на имя Казанского губернатора (с приложением к нему списка членов).
14. Татарско-Сарсасынский отдел — в деревне Татарские Сарсасы (национальный состав населения: татары-мусульмане) Изгарской волости. Отдел численностью 24 человека фигурировал в недатированном заявлении за подписью председателя Главного Совета ЦНМО Х. Файзуллина на имя Казанского губернатора (с приложением к нему списка членов). Здесь же сообщалось о том, что председателем его Совета является Гайфутдин Багаутдинов.
15. Челнинский (или Просто-Челнинский) отдел — в деревне Простые Челны (национальный состав населения: татары-мусульмане) Каргалинской волости. Об открытии, в числе прочих, этого отдела численностью 12 человек сообщалось в недатированном заявлении членов Главного Совета ЦНМО на имя Казанского губернатора (с приложением к нему списка членов). Здесь же сообщалось о том, что председателем его Совета является указной мулла имам-хатыб Габдулла Габдулхалитович Тимирбулатов.
16. Отдел ЦНМО (населённый пункт не указан) — в Муслюмкинской волости. В прошении о разрешении деятельности отдела от 2 (15) июня 1909 г. сообщалось, что он был открыт 24 апреля (7 мая) указанного года в составе перечисленных здесь же 14 человек (под председательством Матегуллы Хайруллина).

## Прекращение деятельности
Судя по скорости открытия новых отделов ЦНМО, процесс распространения черносотенных идей среди деревенских татар набирал заметные обороты. Однако он неожиданно был прерван административным разбирательством, начавшимся по следам «разоблачительной» публикации в кадетской газете «Речь» от 9 апреля 1909 г. под названием «Спасают отечество», которое выявило в рядах ЦНМО большой процент лиц с предосудительным поведением. И хотя многие обвинения, выдвинутые неизвестным либеральным публицистом (подписавшимся «А. Х.»), не подтвердились, выяснилось, например, что под прикрытием монархической «вывески» председателем Совета и членами отдела общества в деревне Верхняя Татарская Майна братьями Юзеевыми велась активная панисламистская пропаганда, а товарищ (заместитель) председателя Главного Совета ЦНМО С.Хисамутдинов привлекался в своё время к судебной ответственности в качестве обвиняемого в агитации к переселению татар в Турцию.
23 июня (6 июля) 1909 г. Чистопольский уездный исправник арестовал братьев Юзеевых по обвинению в антиправительственной агитации и сочувствии идее панисламизма, а также закрыл отдел ЦНМО в деревне Верхняя Татарская Майна. Кроме этого, в своём рапорте на имя Казанского губернатора от 4 (17) июля 1909 г. он возбудил перед ним ходатайство «о закрытии Отдела и Совета в деревне Карамышевой и всех открытых отделов в Чистопольском уезде как не соответствующих по своей деятельности цели и интересам Государства». Казанский губернатор, в свою очередь, после изучения обстоятельств данного дела, предложил 9 (22) октября 1909 г. Казанскому Губернскому по делам об обществах Присутствию «обсудить вопрос о безотлагательном закрытии Царско-Народного мусульманского общества со всеми его отделами в  Чистопольском уезде».
В результате деятельность ЦНМО была приостановлена. «На предложение от 13 минувшего Октября за № 3335, доношу Губернскому по Делам об обществах Присутствию, — сообщал в своём рапорте от 29 ноября (12 декабря) 1909 г. Чистопольский уездный исправник, — что действия Царско-Народного Мусульманского Общества со всеми его отделами в деревне Карамышевой, Верхне-Татарской Майне и других селениях вверенного мне уезда приостановлены».
30 декабря 1909 г. (12 января 1910 г.), боясь непредвиденного развития ситуации, «Казанское Губернское по делам об обществах Присутствие», по настоянию Казанского губернатора М. В. Стрижевского, закрыло все отделы ЦНМО. Неоднократные попытки В. Ф. Залеского спасти ЦНМО, распустив лишь «виновные отделы», необходимого действия не возымели (В. Ф. Залеский не был допущен даже к материалам этого «совершенно секретного» дела). 20 сентября (3 октября) 1914 г. — «Казанское Губернское по делам об обществах Присутствие», удостоверившись в том, что деятельность отделов ЦНМО более не возобновлялась, постановило «помянутое общество закрыть, о чём сделать в реестре надлежащие отметки».